# Seilbahnunfall von Cavalese (1998)
Beim Seilbahnunfall von Cavalese am 3. Februar 1998 durchtrennte ein US-amerikanisches Kampfflugzeug das Tragseil der von Cavalese auf die Alpe Cermis führenden Luftseilbahn. 20 Menschen starben beim Absturz einer dort verkehrenden Kabine.

## Ausgangslage
Die Cermisbahn verläuft südlich des Ortes Cavalese quer zum Tal und verbindet ihn mit der Alpe Cermis am Rand der Lagorai-Kette. Hier war eine Gondel mit 20 Passagieren unterwegs.
Ein mit vier Personen besetztes US-Kampfflugzeug vom Typ EA-6B Prowler einer Staffel aus North Carolina flog im Tiefflug das Fleimstal entlang. Vorgeschrieben war dort eine Mindestflughöhe von 2000 Fuß (etwa 600 Metern). Ein Tieffluggebiet, in dem Flüge bis zu 150 Meter Höhe erlaubt gewesen wären, war nicht ausgewiesen. Um eine Erlaubnis für den Übungsflug durch die engen Dolomitentäler zu erhalten, machte die Besatzung gegenüber der Luftsicherheitsbehörde falsche Angaben. Das Flugzeug war zudem mit über 800 km/h zu schnell unterwegs (eine Geschwindigkeit von 250 kt, umgerechnet 463 km/h, wäre legal gewesen), und die Besatzung missachtete weitere Vorschriften.

## Unfallhergang
Um 15:13 Uhr Ortszeit durchtrennte das Flugzeug mit dem sogenannten Wing Fold, einem Gelenk der rechten Tragfläche, das Tragseil und das Ballast-Zugseil der Seilbahn in einer Höhe von 110 Metern über dem Boden. Die Maschine war zum Zeitpunkt der Kollision in einer Kurvenlage. Die massiven Strukturen um den Bereich des Wing Folds verhinderten, dass das Tragseil die Tragfläche abtrennte. Die Maschine erklärte eine Luftnotlage und kehrte beschädigt zum Luftwaffenstützpunkt Aviano Air Base zurück, wo sie aufgrund der Beschädigungen in der Fanganlage landete.
Die talwärts fahrende Gondel befand sich etwa 300 Meter von der Talstation und 40 bis 50 Meter oberhalb des Durchtrennungspunktes und stürzte aus etwa 100 Metern in die Tiefe.

## Folgen
Alle 20 Insassen einer der beiden Seilbahnkabinen, acht Deutsche, fünf Belgier, drei Italiener, zwei Polen, ein Österreicher und ein Niederländer, starben.
Aufgrund des NATO-Truppenstatuts von 1951 wurden der Pilot und sein Navigator vor einem US-amerikanischen Militärgericht im Marine Corps Base Camp Lejeune in North Carolina angeklagt. Beide wurden am 4. März 1999 trotz Unterschreitung der vorgeschriebenen Mindestflughöhe vom Vorwurf der fahrlässigen Tötung freigesprochen. Eine für den Freispruch entscheidende Tatsache war, dass die Seilbahn in den Karten des US-Militärs nicht eingezeichnet gewesen war.
In einem zweiten Prozess im Mai 1999 wurden Pilot und Navigator jedoch aufgrund der Vernichtung der privaten Videoaufzeichnung, die den Flug festgehalten hatte, wegen Urkundenunterdrückung schuldig gesprochen. Beide wurden unehrenhaft aus der Armee entlassen. Der Pilot erhielt außerdem eine sechsmonatige Haftstrafe, von der er viereinhalb Monate verbüßen musste. Die geringen Strafen führten zu Empörung in der italienischen Öffentlichkeit und einer Belastung der diplomatischen Beziehungen zwischen den USA und Italien. Dort trägt das Unglück den Beinamen Strage del Cermis (dt. Blutbad oder Massaker von Cermis).
Nach zweijährigen Verhandlungen wurden Entschädigungen in Höhe von umgerechnet 3,8 Millionen Deutsche Mark für jede der betroffenen Familien bewilligt. Das war die gesetzlich festgelegte Höchstsumme und die höchste je in Italien gezahlte Entschädigung.
Jährlich zur Unglücksminute werden in Cavalese die Kirchenglocken geläutet.

## Ähnliche Unfälle
Schon 1972 hatte eine italienische Maschine auf dem Pordoijoch das Tragseil einer Luftseilbahn durchschnitten. Die Bahn war noch nicht in Betrieb, sodass es nur Sachschäden gab.
Einen weiteren ähnlichen Unfallhergang gab es im Juli 1987 an der Lagazuoi-Seilbahn am Passo di Falzarego bei Cortina d’Ampezzo, als ebenfalls ein italienischer Militärjet ein Seil, jedoch das Zugseil, durchschnitt. Bei dem Unfall gab es nur einige wenige Leichtverletzte, da die Kabinen durch die am Tragseil eingreifenden Notbremsen zum Stehen gebracht worden waren.

Bereits 1976 war es bei der Cermisbahn zu einem schweren Seilbahnunfall gekommen, als ein Tragseil riss. 